# 非教派猶太會堂
非教派猶太會堂（英語：Congregation Beit Simchat Torah，CBST）是位於美國紐約市曼哈頓的一座猶太會堂。這座猶太會堂創建於1973年，是世界最大的LGBT猶太會堂。非教派服務群體服務所有性取向和性別認同的猶太人，以及他們的家人和朋友。會堂成員中最遠的來自布朗克斯和紐澤西。會堂的領導者是資深拉比沙龍·克萊因鮑姆，助理拉比是Yael Rapport。這座猶太會堂不屬於猶太教的任何分支。

## 歷史
非教派猶太會堂創建於1973年，由雅各布·古貝（Jacob Gubbay）帶領的12名男同性戀猶太人創建。他們最初在切爾西的聖使徒堂集會，並每週各自攜帶祈禱材料。1978年，他們開始在西村的貝修恩街（Bethune Street）57號威斯特貝斯藝術家社區租用空間，作為辦公室、希伯來語學校和宗教場所使用。當時的宗教場所可以容納300人，用作禮拜六早晨的祈禱場所。而禮拜五晚上的祈禱則仍然在教堂舉行。此外猶太會堂還租用賈維茨會議中心作為贖罪日祈禱場所，有超過4,000人參加。2012年，資深拉比沙龍·克萊因鮑姆慶祝她為非教派猶太會堂服務達12年。

### 新建築
在經過16年的尋找後，非教派猶太會堂在2011年6月購買了位於曼哈頓中城的一大片空間。這一場所地處第六大道和第七大道之間的西30號街130號的商業大廈內。非教派猶太會堂所在的商業大廈名為SJM大廈，由著名建築家卡斯·吉爾伯特設計設計，修建於1927年至1928年期間，是紐約歷史地標之一。新建築在2013年動工；在2016年竣工，並在同年4月3日舉辦「奉獻我們的新家」慶祝活動。

## 著名成員
- 欣希雅·尼克森：《慾望城市》中米蘭達·霍布斯的扮演者[15]。
- 珍妮特·溫伯格（英语：Janet Weinberg）：長期致力於服務艾滋病/HIV感染者和殘障人的活動家[16]。
- 艾迪絲·溫莎：以美國訴溫莎案而著稱，反對捍衛婚姻法案[17][18]。
- 邁克·莫斯科維茨（Mike Moskowitz）：前正統派拉比，後成為LGBTQ支持者，現在在非教派猶太會堂擔任跨性別和酷兒猶太人研究學者[19][20][21][22]。

### 延伸閱讀
- David W. Dunlap, , The New York Times, February 3, 2016  [2019-11-09], （原始内容存档于2021-04-10）
- Kleinbaum, Rabbi Sharon (ed.)Siddur B'Chol L'vav'cha: With All Your Heart: The New CBST Siddur Bchol Lvavcha for Friday Night
  - Blumenthal, David R. . Reviews in Religion & Theology. June 28, 2010, 17 (3): 341–344. doi:10.1111/j.1467-9418.2010.00579.x.
  - Harris, Ben. . JTA: The Global Jewish News Source (Telegraph: Blogging Jewish News and Culture). June 2, 2009  [October 14, 2013]. （原始内容存档于2017-03-29）.
- Shokeid, Moshe. . New York: Columbia University Press. 1995. ISBN 9780231084604. OCLC 31604510.

## 外部連結
- 官方网站（英文）